# Masegoso (Teruel)
Masegoso es una localidad española, uno de los dos pueblos constituyentes del municipio turolense de Toril y Masegoso, en la comunidad autónoma de Aragón. Su población es de 16 habitantes (2010).

## Toponimia
El topónimo Masegoso presenta el sufijo -oso acompañando a un fitónimo que se puede referir en ibero-romance a Cladium mariscus, Carex divulsa, Carex flacca, Carex paniculata, Imperata cylindrica o Molinia caerulea.

## Geografía
Masegoso es situado al oeste de la sierra de Jabalón y en la vertiente oeste del alto de Masegoso. Siguiendo la carretera TE-V-9121 hacia el Suroeste se llega hasta El Vallecillo, donde siguiendo la carretera TE-912 se llega hasta un cruce con la carretera A-2703 entre Toril y Arroyofrío.

## Historia
Masegoso perteneció a la vereda de Teruel en el siglo XVII y al corregimiento de Albarracín entre 1711 y 1833. En 1845 se unió a Toril en un solo municipio.
A mediados del siglo XIX, el lugar tenía contabilizada una población de 72 habitantes. Aparece descrito en el undécimo volumen del Diccionario geográfico-estadístico-histórico de España y sus posesiones de Ultramar de Pascual Madoz de la siguiente manera:

MASEGOSO: l. con ayunt. en la prov. de Teruel (8 leg.), part. jud. y dióc. de Albarracin (4), aud. terr. de Zaragoza (28), y c. g. de Aragón. Se encuentra sit. sobre una loma en terreno despejado aunque muy frío por las continuas nieves que en él hay: reina el viento N. y el clima es muy sano. Se compone de 20 casas de mediana construccion, repartidas en 4 calles; tiene una igl. parr. (Ntra. Sra. del Remedio), servida tanto ella como el anejo de Toril, pueblo sit. á 1/2 leg. de su matriz, por un cura de entrada y provision ordinaria, y un cementerio que en nada perjudica á la salud pública. Confina al N. con Terriente; por E. y S. con Toril, y O. Vallecillo; no tiene el pueblo térm. propio por estar sit. en punto perteneciente en común á la c. de Albarracin. El terreno es seco y de mala calidad, nacen en él porcion de fuentes de agua muy buena. Los caminos son de herradura y se comunican con los pueblos circunvecinos. La correspondencia se busca en la cap. del part. 2 veces en la semana. prod.: centeno y una escasa cantidad de cebada y avena; hay ganado lanar y cabrio y caza de perdices. pobl.: 18 vec., 72 alm. riqueza imp.: 33,526 rs. El presupuesto municipal asciende á 733 rs., que se cubren por separto vecinal Los vec. de este pueblo disfrutan en común con los de Albarracin de las yerbas y leña que producen sus montes, llamados universales por la mancomunidad del aprovechamiento de lo que crian.
(Madoz, 1848, p. 282)